# Velódromo de Dos Hermanas
El Velódromo de Dos Hermanas es un velódromo proyectado inicialmente exterior por el arquitecto Joaquín Pino Millán y remodelado posteriormente con la cubrición de una cubierta de 15 000 m² por los arquitectos Félix Escrig y José Sánchez, está ubicado en Dos Hermanas, al sur de la capital andaluza, Sevilla. Es gestionado por el Ayuntamiento de Dos Hermanas.